# 지오메트리 대시 라이트
지오메트리 대시 라이트(영어: Geometry Dash Light)는 지오메트리 대시의 무료 버전이며, 원작에 비해 각종 기능들이 잠겨 있다.

## 대규모 업데이트
- 2024년 11월경, 라이트 버전에 Theory of Everything 2와 Geometrical Dominator의 공식 스테이지 2개가 추가되었고, 크리에이트 기능이 생겼다.[1] 그리고 유저맵을 플레이할 수 있게 되었고, 보물 상자를 열거나 스테이지의 신기록을 깨면 주는 orb도 업데이트되었다.[2]